# Шверин (округ)
Округ Шверин был образован в 1952 году после ликвидации земель на территории Германской Демократической Республики как один из 15 округов.
Он состоял из 10 районов, одного города окружного подчинения и 389 коммун. В связи с воссозданием земель был ликвидирован в 1990 году.